# Leslie Manigat
Leslie François Manigat (Porto Príncipe, 16 de agosto de 1930 - ? 27 de junho de 2014) foi presidente do Haiti em 1988.